# Стојадин Мирковић
Стојадин Мирковић (Горње Лесковице, 14. јануар 1972 — Бјеловар, 29. септембар 1991) био је војник Југословенске народне армије на редовном одслужењу војног рока.

## Биографија
Рођен је 14. јануара 1972. године у селу Горње Лесковице, општина Ваљево, одакле је после регрутације отишао 28. децембра 1990. године на редовно служење војног рока у Бању Луку. После завршене обуке за возача војног транспортера прекомандован је у ВП 4848/16, Бјеловар и у централно складиште борбених средстава у селу Беденик код Нове Раче, удаљеном двадесетак километара од Бјеловара. 
После блокаде хрватских паравојних формација, мајор Милан Тепић је био приморан да се са својим војницима повуче у складиште и организује одбрану. Не желећи да препусти непријатељу оружје којим би убијао његове војнике, Тепић је дигао 29. септембра 1991. године у ваздух војно складиште и себе. Том приликом је погинуо и војник Стојадин Мирковић, када је његов транспортер из којег је дејствовао погодила „зоља”.
После непуне четири године од погибије његови посмртни остаци су допремљени са гробља у Бјеловару и 18. јула 1995. године сахрањени уз војне почасти у родном селу.
Њему у част, откривена је биста у дворишту ОШ „Милош Марковић” у Горњим Лесковицама, док је својевремено за херојско дело, Стојадину постхумно додељено највеће градско признање „Септембарска повеља” и Орден за заслуге у области одбране и безбедности I степена. Подигнута му је биста у Ваљеву 2023. године.